# Vasilij Egorov
Vasilij Michajlovič Egorov (in russo Василий Михайлович Егоров?; 12 aprile 1992) è un pugile russo.

## Palmarès

### Mondiali
- 1 medaglia:
  - 1 argento (Doha 2015 nei pesi minimosca)

### Europei
- 2 medaglie:
  - 2 ori (Samokov 2015 nei pesi minimosca; Kharkiv 2017 nei pesi minimosca)